# Técnica de Pomeroy
La técnica de Pomeroy, de salpingoligadura, fue descrita póstumamente en 1930 por colegas de Ralph Pomeroy, quien la desarrolló cerca de 1915; es una versión de la muy empleada salpingectomía. Consiste en atar la base de un asa pequeña de la trompa de Fallopio y en extirpar el segmento superior del asa realizando una pequeña incisión a la altura de la cicatriz umbilical.
La salpingectomía parcial se considera segura, eficaz y fácil de aprender. No se requiere equipo especial para realizarla; se puede efectuar sólo con tijeras y suturas. Generalmente no se usa con laparoscopia.